# Liste des municipalités de Chihuahua

Armoiries de l'État de Chihuahua

L'État de Chihuahua est divisé en 67 municipalités.  Sa capitale est Chihuahua.

## Liste des municipalités et des codes INEGI associés
Le code INEGI complet de la municipalité comprend le code de l'État - 08 - suivi du code de la municipalité de Chihuahua. Exemple : Chihuahua = 08019. Chaque localité de la municipalié a aussi son code INEGI. Ainsi pour le chef-lieu de la municipalité de Chihuahua, Chihuahua = 080190001.

État de Chihuahua

Municipalités de Chihuahua

| Code | Municipalité                        | Siège de la municipalité (cabecera municipal) |
| ---- | ----------------------------------- | --------------------------------------------- |
| 001  | Ahumada                             | Miguel Ahumada                                |
| 002  | Aldama                              | Juan Aldama                                   |
| 003  | Allende                             | Valle de Ignacio Allende                      |
| 004  | Aquiles Serdán                      | Santa Eulalia                                 |
| 005  | Ascensión                           | Ascensión                                     |
| 006  | Bachiniva                           | Bachiniva                                     |
| 007  | Balleza                             | Mariano Balleza                               |
| 008  | Batopilas                           | Batopilas                                     |
| 009  | Bocoyna                             | Bocoyna                                       |
| 010  | Buenaventura                        | San Buenaventura                              |
| 011  | Camargo                             | Santa Rosalía de Camargo                      |
| 012  | Carichi                             | Carichi                                       |
| 013  | Casas Grandes                       | Casas Grandes                                 |
| 014  | Coronado                            | José Esteban Coronado                         |
| 015  | Coyame del Sotol                    | Santiago de Coyame                            |
| 016  | La Cruz                             | La Cruz                                       |
| 017  | Cuauhtémoc                          | Ciudad Cuauhtémoc                             |
| 018  | Cusihuiriachi                       | Cusihuiriachi                                 |
| 019  | Chihuahua                           | Chihuahua                                     |
| 020  | Chínipas                            | Chínipas de Almada                            |
| 021  | Delicias                            | Delicias                                      |
| 022  | Dr. Belisario Domínguez (Chihuahua) | San Lorenzo                                   |
| 023  | Galeana                             | Hermenegildo Galeana                          |
| 024  | Santa Isabel                        | Santa Isabel                                  |
| 025  | Gómez Farías                        | Valentín Gómez Farias                         |
| 026  | Gran Morelos                        | San Nicolás de Carretas                       |
| 027  | Guachochi                           | Guachochi                                     |
| 028  | Guadalupe                           | Guadalupe                                     |
| 029  | Guadalupe y Calvo (Chihuahua)       | Guadalupe y Calvo                             |
| 030  | Guazapares                          | Témoris                                       |
| 031  | Guerrero                            | Vicente Guerrero                              |
| 032  | Hidalgo del Parral                  | Hidalgo del Parral                            |
| 033  | Huejotitán                          | Huejotitán                                    |
| 034  | Ignacio Zaragoza                    | Ignacio Zaragoza                              |
| 035  | Janos                               | Janos                                         |
| 036  | Jiménez                             | José Mariano Jiménez                          |
| 037  | Juárez                              | Ciudad Juárez                                 |
| 038  | Julimes                             | Julimes                                       |
| 039  | López                               | Villa López                                   |
| 040  | Madera                              | Cd. Madera                                    |
| 041  | Maguarichi                          | Maguarichi                                    |
| 042  | Manuel Benavides                    | Manuel Benavides                              |
| 043  | Matachi                             | Matachi                                       |
| 044  | Matamoros                           | Mariano Matamoros                             |
| 045  | Meoqui                              | Pedro Meoqui                                  |
| 046  | Morelos                             | Morelos                                       |
| 047  | Moris                               | Moris                                         |
| 048  | Namiquipa                           | Namiquipa                                     |
| 049  | Nonoava                             | Nonoava                                       |
| 050  | Nuevo Casas Grandes                 | Nuevo Casas Grandes                           |
| 051  | Ocampo                              | Melchor Ocampo                                |
| 052  | Ojinaga                             | Ojinaga                                       |
| 053  | Práxedis G. Guerrero                | Praxedis G. Guerrero                          |
| 054  | Riva Palacio                        | San Andrés                                    |
| 055  | Rosales                             | Santa Cruz de Rosales                         |
| 056  | Rosario                             | Valle del Rosario                             |
| 057  | San Francisco de Borja              | San Francisco de Borja                        |
| 058  | San Francisco de Conchos            | San Francisco de Conchos                      |
| 059  | San Francisco del Oro               | San Francisco del Oro (Chihuahua)             |
| 060  | Santa Bárbara                       | Santa Bárbara                                 |
| 061  | Satevo                              | San Francisco Javier de Satevo                |
| 062  | Saucillo                            | Saucillo                                      |
| 063  | Temósachi                           | Temósachi                                     |
| 064  | El Tule                             | El Tule                                       |
| 065  | Urique                              | Urique                                        |
| 066  | Uruachi                             | Uruachi                                       |
| 067  | Valle de Zaragoza                   | Valle de Zaragoza                             |